# Rubén Serrano Calvo
Rubén Serrano Calvo (Madrid, 5 febbraio 1970) è uno scrittore, giornalista e fumettista spagnolo.

## Biografia
Rubén Serrano ha studiato giornalismo presso la Facoltà di scienze dell'informazione all'Università Complutense di Madrid. Ha lavorato per il quotidiano ABC e per l'agenzia di notizie EFE.
È autore di Los peques-cíclopes (tradotto in varie lingue e scelto dall'Unicef per far parte della metodologia del ritorno all'allegria e contribuire al recupero psicoaffettivo dei bambini di Haiti dopo il terremoto del 12 gennaio 2010).
Egli si concentra sulla creazione di opere di genere fantastico, horror e fantascienza.
D'altra parte ha coordinato diverse antologie collettive come Los nuevos Mitos de Cthulhu (Edge Entertainment), Relatos Insólitos, Legendarium (Editorial Nowtilus/Tombooktu), Zombimaquia (Dolmen Editorial) o Crónicas de la Marca del Este (Holocubierta Ediciones), tra le altre.
Nel 2011, è stato insignito del Premio Ignotus al mejor tebeo per il fumetto, La espada del cazador.
È stato membro della scomparsa Asociación Española de Escritores de Terror Nocte, nella quale ha ricoperto l'incarico di addetto stampa.

## Opere

### Romanzi
- Nargaudán (2011)
- Sueños entre las estrellas (2005)
- Ricardo, caballero del rey (1999)

### Narrativa infantile e per ragazzi
- El gigante y la luna (2014)
- Uno de ellos (2012)
- El pequeño profesor y el dragón del caos (2010)
- La Roca Maldita (2008)
- Los duendes de Navalcarnero (2005)
- Los peque-cíclopes (2004)
- El destino de Blanca Rosa (2003)

### Racconti
- Instinto de conservación, en Atlas Negro: Compendio De Un Infierno Arrasado (2017)
- Tecnofobia (2015)
- Amor y eternidad (2014)
- Diario del Mal (2014)
- La llamada de Dagón (2014)
- Amanecer (2013)
- Le récit de John (El relato de John), publicado en francés (2013)
- Las Que Juegan A Las Tinieblas (2013)
- En las cimas de la locura (2012)
- Los amantes de piedra (2012)
- El horror acecha (2012)
- Holópolis (2012)
- Los Suplicantes del Lamento (2012)
- Nidiah y el Orbe de los Deseos (2011)
- Diabólica influencia (2011)
- Movimiento de cámara (2011)
- Nidiah y la Cámara de las Almas Puras (2011)
- El tercer sitio de Zaragoza (2010)
- La comunidad (2010)
- La primera resurrección (2010)
- La máscara de Isis (2009)
- Primer beso (2009)
- Eclipse de Tiempo (2008)
- El horror subterráneo (2008)
- La Espada del Cazador (2005)

## Fumetti
- Horrores breves ilustrados (2016)
- ErradicaZión (2013)
- Horror vacui (2012)
- Euviyam, paladín de Valion (2012)
- La espada del cazador (cómic) (2010)

## Antologie
- Adoradores de Cthulhu (Edge Entertainment, 2017)
- Ritos de Dunwich (Edge Entertainment, 2017)
- Donde reside el horror (libro) (Edge Entertainment, 2014)
- Imaginaria (2014)
- Relatos insólitos (2014)
- Los terroríficos cuentos de Raxnarín (2012)
- Las mil caras de Nyarlathotep (Edge Entertainment, 2012)
- Legendarium (Tombooktu, editorial Nowtilus, 2012)
- Los nuevos Mitos de Cthulhu (Edge Entertainment, 2011)
- Crónicas de la Marca del Este volume 2 (Holocubierta ediciones, 2011)
- Zombimaquia. Antologia Z volume 4 (Dolmen Editorial, 2011)
- Crónicas de la Marca del Este (Holocubierta ediciones, 2011)
- CuentAutismo. Antología de cuentos infantiles sobre trastornos del espectro autista (2010)
- DisCuentos. Cuentos infantiles sobre discapacidad (El Gato de 5 Patas edit., 2009)